# EPS 유산균
EPS(Exopolysaccharides)는 미생물의 발효 과정에서 생기는 당류를 뜻한다. 이 물질은 일종의 포스트바이오틱스로서 유산균 세포벽을 협막이나 점질 형태로 감싸는 특징이 있다. 낫토처럼 끈적한 점성을 가진 덕분에 위장관 안정성, 장 부착능이 뛰어나고, 유해균·진균 저해 및 염증완화 효과도 탁월하다.
EPS 균주는 미생물 연구 분야에서 권위 있는 세계 최대 국제 학회 IPC(International Scientific Conference on Probiotics, Prebiotics, Gut Microbiota and Health)에서 처음 소개됐다. 해당 균주는 각각 EPS DA-BACS(락토바실러스 파라카제이), EPS DA-LAIM(비피도박테리움 비피덤)으로 가천대·동아제약 공동 연구팀의 EPS 구조 분석과 스크리닝을 통해 발견됐다. 이 연구는 SCI 급 국제저널 Microorganisms저널과 Food Science and Biotechnology에서도 확인할 수 있다.

## 특성
일반적인 프로바이오틱스는 유산균의 생존력이 한정적이다. 때문에 제품화 과정에서 유산균의 먹이인 프리바이오틱스, 대사산물 포스트바이오틱스를 추가로 투입해 생존 가능성을 증진시킨다. EPS 유산균은 포스트바이오틱스를 스스로 생성해 균주 자체만으로도 담즙·췌장액 등에 내성이 있고, 산성의 환경에서도 잘 살아남는다.
EPS 유산균의 또다른 장점은 뛰어난 적응력으로 근본적인 마이크로바이옴 환경 개선을 기대할 수 있다는 것이다. 사람은 각자 고유한 마이크로바이옴 체계를 가지고 있다. 어떤 균은 독소를 뿜으며 건강을 저해하고, 또다른 균은 외부 유해 물질의 침입을 방어한다. 많은 수의 프로바이오틱스를 투입한다고 유해균만 배출하고 유익균만 남는 것을 기대하기란 어렵다. 기존 갖고 있는 39조개의 미생물 체계에 녹아들지 못하면 일시적 효과에 그치거나 바로 배설되는 경우가 허다하다. EPS 유산균은 슬라임처럼 어디에나 잘 달라붙어 체내 마이크로바이옴에 조화롭게 공생한다.
EPS균주가 유해균 억제 활동 효과를 보이는 데 걸린 시간은 6시간으로 이눌린 대비 높은 장 내 유익균 13배 높은 활성도, 유해균 활동 억제 비율은 67%로 나타났다. 이밖에 체내콜레스테롤 저하, 과잉 면역 반응 억제, 변비 개선 등의 생리활성 기능도 갖춘 것으로 알려져 있다. 염증성 장질환을 앓고 있는 사람들의 장에서 많이 발견되는 유해균 클로스트리디움 디피실균의 활동을 억제하는 것이 증명돼 크론병, 궤양성 대장염 같은 질환의 치료에 활용할 수 있다는 전망도 나온다.
건강한 한국인의 장에서 유래했다는 점도 EPS균주의 강점이다. 프로바이오틱스를 포함한 유산균의 생장성은 나라별 식습관, 체질에 따라 차이를 보인다. 따라서 한국인의 장내 환경에 맞춰 강한 장내 집락화를 돕는 EPS균주로 만든 프로바이오틱스 제품을 고려하는 것이 좋다.